# 다테 요시무라

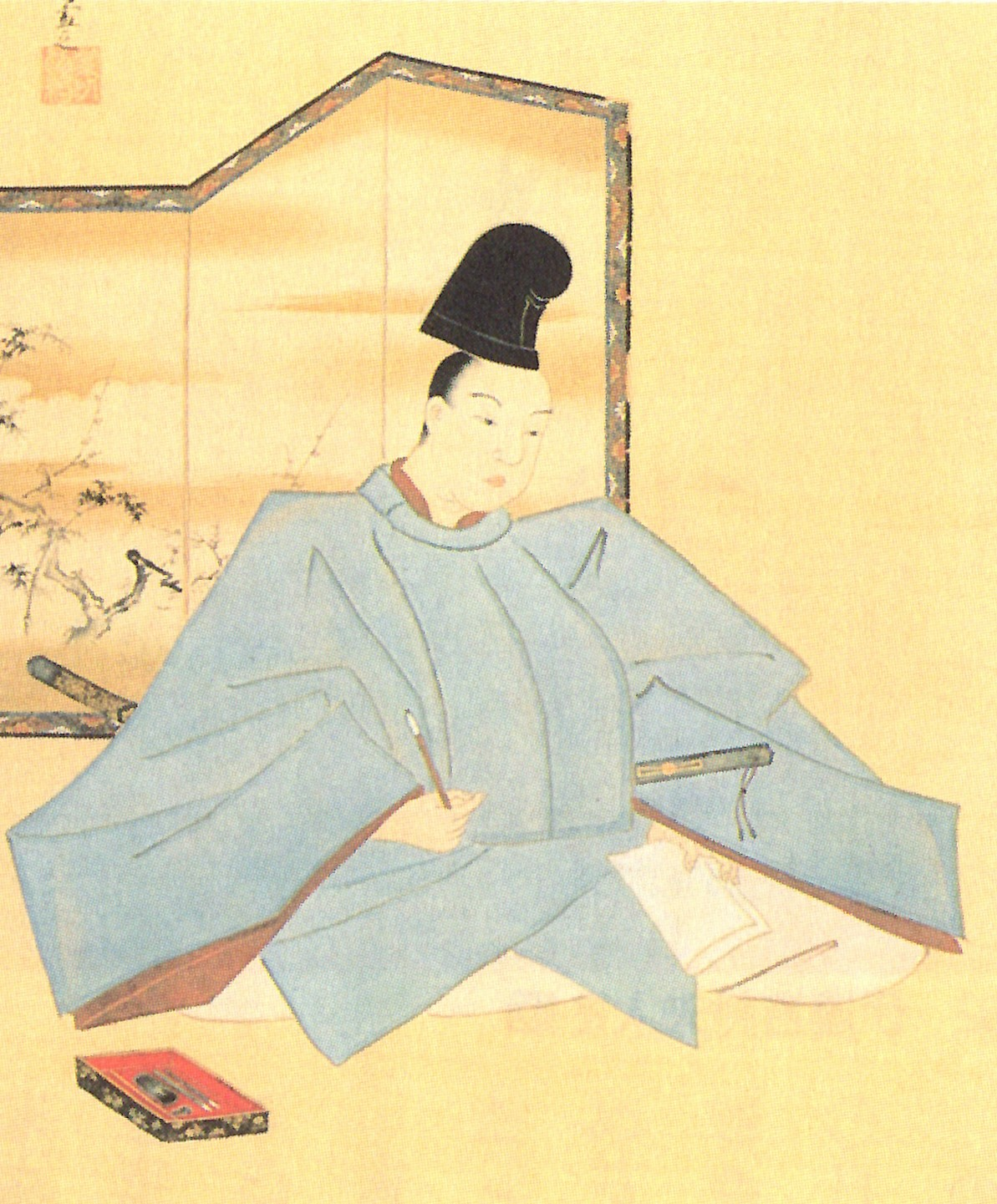
다테 요시무라

다테 요시무라(일본어: 伊達吉村, 1680년 7월 23일 ~ 1752년 2월 8일)는 에도 시대의 다이묘로, 센다이번의 5대 번주이다. 어릴적 이름은 스케사부로(助三郎)이며, 초명은 무라후사(村房)이다. 관위는 종4위상, 좌근위 임시 중장, 무쓰노카미이다.
엔포 8년, 2대 번주 다테 다다무네의 여덟 번째 아들인 다테 무네후사의 맏아들로 태어났다. 4대 번주 다테 쓰나무라의 맏아들 오기치요마루가 일찍 사망하면서 양자가 되었다. 겐로쿠 16년(1703년), 쓰나무라가 은거하면서 가문을 잇게 되었다. 선대 번주 쓰나무라가 시행한 개혁으로 인해, 요시무라의 재위기에 이르러 센다이 번은 극도의 재정적 궁핍을 겪게 되었고, 요시무라는 재정 재건을 위해 번정 개혁을 단행했다. 우선 교호 12년(1727년)에 막부의 허가를 얻어 간에이쓰호를 이시노마키에서 주조하였고, 그것을 영내에서 유통시켜 이윤을 얻었다. 또 쌀 매입을 재편 강화해서, 농민으로부터 잉여 곡물을 강제적으로 공출시켰고, 그것을 에도로 운반시켜 이익을 증대해 번 재정을 윤택하게 했다. 이 때문에 18세기 초부터 중엽에 걸쳐 에도 시장에 돌던 쌀의 대부분이 센다이 번의 것이었다고 할 정도였다. 또 요시무라는 책, 그림, 와카 등 문학적 방면에 소질이 있었고, 번 내에 학문소를 설치하여 학예를 장려했다. 특히 와카에 조예가 깊어 교토의 귀족들과 친교를 다졌다.
간포 3년(1743년), 넷째 아들인 무네무라에게 자리를 물려주고 은거하였으며, 호레키 원년 12월 24일에 72세의 나이로 사망하였다. 요시무네는 센다이 번의 재정을 재건하여, 쓰나무라와 함께 중흥의 명군으로 칭송받았으며, 쇼와 3년(1928년)에는 종3위로 추증되었다.
| 전임 다테 쓰나무라 | 제5대 센다이번 번주 1703년 ~ 1743년 | 후임 다테 무네무라 |